# Christa Wolf
Christa Wolf, nascida Christa Ihlenfeld (Gorzów Wielkopolski, 18 de março de 1929 - Berlim, 1 de dezembro de 2011) , foi uma escritora, ensaísta e crítica literária alemã.
Após a derrota da Alemanha na Segunda Guerra Mundial em 1945, mudou-se com familiares para a comunista Alemanha Oriental. Militou no Partido Socialista da RDA. Durante a Guerra Fria, opôs-se ao governo da RDA, mantendo-se fiel ao marxismo. Opôs-se à reunificação alemã.
A sua obra reflete as experiências que teve durante a Segunda Guerra Mundial e a sua vida durante o pós-guerra. Entre as suas novelas podem-se mencionar "O céu dividido" (1963), "Reflexões sobre Christa T." (1968), severamente criticada na Alemanha Oriental; "Mostra de infância "(1976); "Cassandra" (1983), o seu livro mais lido, que vincula o poder nuclear e o patriarcal; "O que resta" (1990), que trata da vigilância do governo e os seus próprios contactos com a polícia secreta, e "Medea:Stimmen", novela que reelabora o mito trágico grego.

## Obras
- Moskauer Novelle, 1961
- Der geteilte Himmel. Erzählung, 1963
- Nachdenken über Christa T., 1968 (ISBN 3-630-62032-9) [Em busca de Christa T.. Tradução Andreas Amaral. Brasil, São Paulo: Art Editora, 1975]
- Lesen und Schreiben. Aufsätze und Betrachtungen, 1972
- Till Eulenspiegel, 1972
- Unter den Linden. Drei unwahrscheinliche Geschichten, 1974
- Kindheitsmuster, 1976
- Kein Ort. Nirgends, 1979
- Fortgesetzter Versuch. Aufsätze, Gespräche, Essays; 1979
- Geschlechtertausch. Drei Erzählungen, zus. m. Sarah Kirsch e Irmtraud Morgner, 1980
- Lesen und Schreiben. Neue Sammlung, 1980
- Kassandra. Erzählung, 1983 (ISBN 3-423-11870-9) [Cassandra. Tradução Marijane Vieira Lisboa. Brasil, São Paulo: Estação Liberdade, 1990. ISBN 85-7448-129-6]
- Voraussetzungen einer Erzählung: Kassandra. Frankfurter Poetik-Vorlesungen, 1983
- Ins Ungebundene gehet eine Sehnsucht. Gesprächsraum Romantik. Prosa. Essays, zus. m. Gerhard Wolf´, 1985
- Die Dimension des Autors. Essays und Aufsätze, Reden und Gespräche. 1959 - 1985, 1986
- Störfall. Nachrichten eines Tages, 1987, traduzido em Portugal, com o título "Acidente"
- Ansprachen, 1988
- Sommerstück, 1989
- Was bleibt. Erzählung, 1990 (entstanden 1979)
- Reden im Herbst, 1990
- Sei gegrüßt und lebe. Eine Freundschaft in Briefen, 1964-1973. Christa Wolf und Brigitte Reimann, hg. v. A. Drescher, 1993
- Auf dem Weg nach Tabou. Texte 1990-1994, 1994
- Christa Wolf und Franz Fühmann. Monsieur - wir finden uns wieder. Briefe 1968-1984, hg. v. A. Drescher, 1995
- Medea: Stimmen, 1996 (ISBN 3-423-25157-3)
- Hierzulande Andernorts. Erzählungen und andere Texte 1994-1998, 1999 (ISBN 3-423-12854-2)
- Leibhaftig. Erzählung, 2002 (ISBN 3-630-62064-7)
- Ein Tag im Jahr. 1960-2000, 2003 (ISBN 3-630-87149-6) Leseprobe (Vorwort und Eintrag für 1960)
- Mit anderem Blick. Erzählungen, 2005 (ISBN 3-518-41720-7)
- Ins Ungebundene gehet eine Sehnsucht: Projektionsraum Romantik, 2008 (ISBN 3-458-35080-2)